# Chihuahua (singolo)
Chihuahua è una canzone di DJ BoBo, pubblicata come singolo nel 2003 ed inserita nel decimo album dell'artista, Visions. È divenuto uno dei tormentoni estivi di quell'anno.

## Descrizione
La canzone deriva dal parziale rifacimento della melodia di un brano omonimo del 1955, del cantautore brasiliano Louis Oliveira.
Nel 2003 la canzone ottiene grande successo in tutto il mondo, diventando il brano più rappresentativo della discografia dell'artista, nonché il suo più grande successo commerciale.
Dopo essere stata usata come colonna sonora dello spot televisivo della Coca Cola e anche su Canale 5 come sigla di Moda Mare a Porto Cervo, il singolo arriva alla vetta delle classifiche in Francia, Spagna, Svizzera e Ungheria, ed entra almeno nella top 20 delle classifiche di quasi tutti i Paesi in cui viene commercializzato.

## Video musicale
Sono state prodotte ben quattro differenti versioni del video per Chihuahua. La prima, denominata "Animated", è un cartone animato; la seconda è chiamata "Beach"; la terza "Village"; la quarta "Live". La versione più diffusa (la versione "live") vede DJ Bobo eseguire il brano su uno sfondo psichedelico e coloratissimo, in cui la sua immagine spesso viene sdoppiata. In alcuni momenti sullo sfondo compaiono sequenze di un affollatissimo concerto.

## Tracce
CD-Single BMG 74321 96262 2 [es] / EAN 0743219626226
1. Chihuahua - 3:01
2. Celebration - 3:15
3. Celebration (Video)

CD-Maxi BMG BVCP 29605 [jp] / EAN 4988017614990
1. Chihuahua
2. Chihuahua (2002 XTN Remix)
3. Chihuahua - DJ Bobo feat. DJ Poppo - (Kon-Chihuahua Remix)

CD-Maxi Yes 1032-2 (TBA) [ch] / EAN 7619978103229
CD-Maxi BMG 82876518032 [de,at]
1. Chihuahua (Radio Version)	- 2:57
2. Chihuahua (XTN Remix) - 3:17
3. Chihuahua (XTN Remix) - 2:57
4. No More Pain - 4:22
5. Angel - DJ Bobo with Patricia Manterola - 3:22

CD-Single Yes 1031-2	
CD-Single BMG 2876515612 / EAN 0828765156127	
CD-Single BMG 11968	
12" Maxi BMG 82876 515611	
1. Chihuahua (Radio Version)	- 2:57
2. Chihuahua (XTN Remix)	- 3:17

The Remixes - CD-Single Yes 1033-2 (TBA) / EAN 7619978103328
1. Chihuahua (Rikki & Daz Radio Version) - 3:03
2. Chihuahua (Rikki & Daz Remix) - 5:55

CD-Maxi Arista 82876 55942 2
1. Chihuahua (Radio Edit) - 2:57
2. Chihuahua (XTN Remix) - 3:17
3. Chihuahua (Mel Merrett Remix) - 6:03
4. Chihuahua (Rikki & Dazz Remix) - 5:55

CD-Maxi BMG 74321 96262 2 [it]	
1. Chihuahua - 3:01
2. Chihuahua (2002 XNT Remix) - 3:17

CD-Maxi BMG 82876564632 (BMG) [au] / EAN 0828765646321	
1. Chihuahua (Radio Version) - 2:57
2. Chihuahua (XTN Remix) - 3:17
3. Chihuahua (Instrumental) - 2:57
4. Chihuahua (Mel Merret Remix) - 6:03
5. Chihuahua (Rikki + Daz vs. JJ Mason Remix) - 5:56

## Classifiche

### Classifiche settimanali
| Classifica (2003) | Posizione massima |
| ----------------- | ----------------- |
| Austria           | 48                |
| Belgio (Fiandre)  | 8                 |
| Belgio (Vallonia) | 23                |
| Finlandia         | 12                |
| Francia           | 1                 |
| Germania          | 19                |
| Italia            | 2                 |
| Norvegia          | 15                |
| Paesi Bassi       | 41                |
| Repubblica Ceca   | 3                 |
| Romania           | 10                |
| Spagna            | 1                 |
| Svezia            | 10                |
| Svizzera          | 1                 |
| Ungheria          | 1                 |

### Classifiche di fine anno
| Classifica (2003) | Posizione |
| ----------------- | --------- |
| Belgio (Fiandre)  | 70        |
| Belgio (Vallonia) | 63        |
| Europa            | 8         |
| Francia           | 1         |
| Germania          | 85        |
| Italia            | 12        |
| Romania           | 74        |
| Svizzera          | 1         |